# 시프트 아웃과 시프트 인 문자
본 문서의 이해를 돕기 위한 비자유 그림이 있습니다. 
링크의 파일을 직접 올려 주세요
시프트 아웃(Shift Out, SO)과 시프트 인(Shift In, SI)은 아스키 제어 문자 14, 15(0x0E, 0x0F)를 각각 가리킨다. 종종 "Control-N", "Control-O"라고도 한다.
원래 이러한 기호들은 전기 기계 기술 타자기나, 텔레타이프 모델 38과 같은 전신 인자기에서 인쇄 색을 바꾸는 기능을 제공하였다. 색 리본이 위아래로 빨간색과 검은색으로 나뉘어 있는 것이 보통이며, 이 리본을 위아래로 움직여서 색을 바꾸는 방식이었는데, 수동 타자기에서의 동일한 기능을 자동화한 것이다. 기본 위치는 검은색으로, 시프트 아웃(SO)을 수신하여 리본을 움직이면 빨간색으로 되고 시프트 인(SI)을 수신하여 리본을 원래 위치로 되돌리면 검은색으로 되었다.
나중에 기술이 발전하면서 다른 글꼴이나 문자 집합의 전환이 가능해졌다. 이를테면 KOI7이라는 이름의 러시아어 문자 집합에서, SO에서는 러시아어 문자 인쇄를 시작하고 SI에서는 라틴어 문자를 다시 인쇄하기 시작한다. SO/SI 제어 문자는 VT-100 괘선 문자, 소프트뱅크 모바일의 에모지(일본의 그림 아이콘)를 표시하기 위해 사용된다. ISO/IEC 2022 표준은 일반적인 사용법을 규정하고 있다.

## 같이 보기
- 한글 조합형 인코딩
- C0과 C1 제어 코드